# James Jeremiah Wadsworth

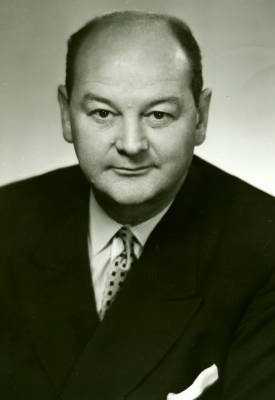
James Jeremiah Wadsworth

James Jeremiah Wadsworth (geboren am 12. Juni 1905 in Groveland, Livingston County, New York; gestorben am 13. März 1984 in Washington, D.C.) war ein amerikanischer Politiker der Republikanischen Partei. Er war Mitglied des Repräsentantenhauses von New York, ständiger Vertreter der USA bei den Vereinten Nationen und hoher Regierungsbeamter.

## Familie und Ausbildung
James Wadsworth war der Sohn des US-Senators James Wolcott Wadsworth junior und von Alice geb. Hay, deren Vater John Hay 1898 bis 1905 Außenminister der Vereinigten Staaten gewesen war. Bereits sein Großvater und Urgroßvater väterlicherseits hatten hohe Ränge in Militär und Politik bekleidet. Seine Schwester Evelyn heiratete den späteren US-Senator Stuart Symington.
In seiner Studienzeit an der Yale University spielte Wadsworth Football und Baseball und schloss dort 1927 mit dem Bachelorgrad ab. In Rechtswissenschaft erhielt er Abschlüsse an der Alfred University, dem Bowdoin College und dem Willmington College. Anschließend arbeitete auf der Farm der Familie und bewirtschaftete einen Bauernhof, den er zum Geburtstag geschenkt bekommen hatte.
Am 16. Juni 1927 heiratete Wadsworth Harty Griggs Tilton. In zweiter Ehe war er mit Mary Alphin Wadsworth verheiratet. Er hatte eine Tochter und zwei Stiefkinder.

## Laufbahn in Politik und Verwaltung
Mit 26 Jahren wurde er 1931 in das Repräsentantenhaus des Bundesstaats New York gewählt, die untere Kammer der State Legislature, und repräsentierte dort ab 1932 das Livingston County. Er wurde zu einem Experten für die durch die Great Depression entstandenen Probleme und leitete eine Kommission, die sich den Schwierigkeiten arbeitsloser Männer über 40 widmete. Er blieb dabei landwirtschaftlich tätig. Stets wiedergewählt, schied er 1941 aus. Er wurde aus gesundheitlichen Gründen nicht als Soldat in den Zweiten Weltkrieg eingezogen und diente stattdessen bis 1945 im zivilen Bereich in der Landesverteidigung als Manager für eine Fabrik von Curtiss-Wright in Buffalo.
Er wurde in der Folge hoher politischer Beamter der Bundesregierung. Ab 1945 war er Direktor der Abteilung für Public Service der War Assets Administration, 1946 bis 1948 Direktor der Abteilung für Regierungsangelegenheiten der Air Transport Association. 1948 verließ er die Regierung und arbeitete als persönlicher Referent Paul G. Hoffmans, der die Economic Cooperation Administration leitete. Ab 1950 arbeitete er in den Zivilschutzbehörden und war Direktor des Civil Defense Office und ab 1951 stellvertretender Leiter der Federal Civil Defense Administration, deren geschäftsführender Direktor er ab 1952 war. Dort entwickelte er Zivilschutzrichtlinien, die zu Standards wurden.
Von 1953 bis 1960 war er Stellvertreter des amerikanischen Botschafters bei den Vereinten Nationen, Henry Cabot Lodge junior. Als solcher war er häufig für die Problemlösung in Verhandlungen mit der sowjetischen Seite zuständig und erreichte einen teilweisen Bann für Atomwaffentests. Als Cabot Lodge 1960 zum Running Mate und Vizepräsidentschaftskandidaten Richard Nixons für die Präsidentschaftswahl 1960 bestimmt und im Sommer für den Wahlkampf gebraucht wurde, wurde Wadsworth am 8. September 1960 für die verbleibenden fünf Monate der Regierung Eisenhower bis 21. Januar 1961 selbst Botschafter im UNO-Hauptquartier in New York. Diese Zeit war von Turbulenzen geprägt; der sowjetische Machthaber Nikita Chruschtschow verlangte den Rückzug des UN-Generalsekretärs Dag Hammarskjöld und hielt die berühmt gewordene Rede, in der er, um seiner Sache Nachdruck zu verleihen, mit seinem ausgezogenen Schuh auf das Rednerpult der UN-Generalversammlung trommelte. Wadsworth wies Chruschtschows Ansinnen auch öffentlich deutlich zurück.
Im Jahr 1965 berief ihn Präsident Lyndon B. Johnson in die Federal Communications Commission, der er bis 1970 angehörte und in der die New York Times sein Wirken als das eines unvorhersehbaren Außenseiters (unpredictable maverick) charakterisierte, da er entscheidend daran beteiligt war, einige erteilte Fernsehlizenzen nicht zu verlängern. Daraufhin schloss er sich der amerikanischen Delegation zur Aushandlung einer Charta des International Telecommunications Satellite Consortium (Intelsat) an.

## Spätere Tätigkeiten
Wadsworth zog sich aus der Öffentlichkeit zurück und bewirtschaftete die 3000 Acres umfassende Milchviehhaltung in Geneseo bei Rochester, die der Familie seit der Kolonialzeit gehörte; die Wadsworths hatten die Siedlung Geneseo 1790 gegründet. Im Jahr 1980 veröffentlichte er die Autobiographie The Silver Spoon, in der er seine privilegierte und vermögende Herkunft selbst aufs Korn nahm.
Wadsworth gehörte dem Council on Foreign Relations und den Weltföderalisten an. Er war Mitglied der Episkopalkirche. Kurz nach seiner Zeit als UN-Botschafter erhielt er die Ehrendoktorwürde des Bowdoin College. Nach seinem Tod 1984 wurde er auf dem Temple Hill Cemetery in Geneseo bestattet.

## Schriften
- The Price of Peace. Frederick A. Praeger, New York 1962, OCLC 1006781 (Volltextsuche bei HathiTrust).
- The Glass House. The United Nations in Action. Frederick A. Praeger, New York, Washington DC, London 1966, OCLC 641344318 (Rezension, Volltextsuche bei HathiTrust).
- The Silver Spoon. An Autobiography. W. F. Humphrey Press, Geneva, NY 1980, ISBN 0-9603804-0-X.